# خليج سلمان
خليج سلمان، يقع على ساحل البحر الأحمر وعلى بعد 40 كيلو متر من شمال محافظة جدة ، ويتميز بأنه يربط بين قناتين في البحر الأحمر وهما خلجان ضحلة ومتعرجة شمال شرق الخليج والقناة الأخرى في الناحية الجنوبية الغربية، إذ يعدُ خليج سلمان من أبرز المعالم السياحية في المملكة العربية السعودية.

## مساحته
تبلغ مساحة هذا الخليج نحو 32 كيلومتر مربع، ويقع على واجهة بحرية بطول يصل إلى ما يقارب 50 كيلو متراً

## أهميته
يحظى خليج سلمان باهتمام بالغ من قبل الحكومة والجهات المختصة، وذلك لقيمته التاريخية والسياحية، حيث تم وضع عدد من الخطط التنموية لاستغلال مساحة الشاطئ الشاسعة وجعله من أهم المزارات السياحية في المملكة

## مميزاته
يتميّز بموقعه الاستراتيجي الممتاز، والواقع في الناحية الشمالية من مدينة جدة، ممتدًا إلى الكورنيش الجنوبي لها، ويمتاز أيضًا بمياهه الصافية والنقيّة تمامًا والتي تصلح للسباحة والغوص لمشاهدة الشعاب المرجانية. وقد تم تصنيف الخليج من أهم المسطحات المائية الموجودة في جدة بشكل خاص والمملكة العربية السعودية بشكل عام.